# Intercontinental Futebol Clube do Recife
O Intercontinental Futebol Clube do Recife é um clube brasileiro de futebol da cidade de Recife, em Pernambuco.

## História
Fundado em 26 de dezembro de 1999, por Walberto Barros Dias, o Intercontinental surgiu no futebol substituindo o antigo Grêmio Petribu. O nome foi adotado visando a interação entre os continentes, por isso que o escudo possuía 6 cores: amarelo representando o continente asiático; vermelho, o continente americano; azul, o continente europeu; preto, o continente africano e verde, a Oceania. O fundo branco do escudo simboliza a paz entre os povos. As cores do uniforme eram preto e branco.
O Intercontinental conquistou o acesso à Primeira Divisão após as vitórias por 3x2 contra o Unibol e 1x0 sobre o Petrolina.
A última participação do Intercontinental na Primeira Divisão estadual foi em 2003, quando foi rebaixado à Segunda Divisão do ano seguinte, juntamente com o 1º de Maio. Desde 2006, quando estava disputando a divisão de acesso (sediou as partidas em Cupira) e desistiu de continuar, o Intercontinental encontra-se licenciado da federação.
No ano de 2008, vendeu o seu centro de treinamento ao Sport.

## Títulos

### Estaduais
- Vice-Campeonato Pernambucano da 2ª Divisão: 2001.<

## Histórico em competições oficiais
- Campeonato Pernambucano de Futebol: 2002 e 2003.

## Desempenho em Competições

### Campeonato Pernambucano - 1ª Divisão
| Ano  | Posição        |
| 2002 | 6º             |
| 2003 | 9º (Rebaixado) |

### Campeonato Pernambucano - 2ª Divisão
| Ano  | Posição                       |
| 2001 | 2º (Vice-campeão e promovido) |
| 2005 | 12º                           |
| 2006 | Desistiu                      |

### Copa Pernambuco
| Ano  | Posição           |
| 2002 | 2º (Vice-campeão) |

## Estrutura
Cinco campos com gramado em condições ideais, com sistema de irrigação computadorizado, uma sala de musculação ao ar livre e um hotel-concentração formam o CT do clube que se enquadra no conceito de um clube-empresa, de propriedade de Walberto Dias, sem sede, nem estádio próprio. O escritório da empresa funciona no bairro do Derby, o CT fica em Paulista e o estádio em que manda seus jogos é em Nossa Senhora do Ó, na cidade de Ipojuca.
Posteriormente o CT foi comprado pelo Sport.